# روي هال
روي هال (بالإنجليزية: Roy Hall)‏ هو سائق سباق أمريكي، ولد في 30 يناير 1920 في داوسونفيل في الولايات المتحدة، وتوفي في 14 مارس 1991.

## وصلات خارجية
- روي هال على موقع Racing-Reference.info (الإنجليزية)